# The Twin - L'altro volto del male
The Twin - L'altro volto del male (The Twin) è un film del 2022 diretto da Taneli Mustonen.

## Trama
A seguito della prematura scomparsa del figlio Nathan, i coniugi Doyle decidono di trasferirsi in Finlandia insieme all'altro loro figlio Elliot. Ad aspettarli vi è un'antica dimora da tempo disabitata, che conquista subito la famiglia. Inizialmente le cose sembrano andare bene, ma Rachel, madre dei gemelli Nathan ed Elliot, non si trova a proprio agio con gli abitanti della cittadina, i quali invece stravedono per Anthony avendo lui scritto un best seller ambientato proprio in quei luoghi. Rachel inoltre inizia a notare degli strani comportamenti da parte di Elliot. Gioca con quelli che erano i giocattoli di Nathan, disegna scene crude dell'incidente che ha coinvolto il gemello e la madre, e arriva a dire di essere lui stesso Nathan e non Elliot. 
Rachel, nel frattempo, passa le notti insonni a causa di incubi e sogni che sembrano presagire l'arrivo del male. Frastornata da segnali ambigui da parte del figlio, da sogni orribili ma che sembrano reali e da una mancata cura di Anthony nei confronti del piccolo Elliot: il quale ha richiesto che nella sua stanza ci fosse un secondo letto nel quale dorme nonostante sia di Nathan, si rivolge a una anziana del luogo che sembra avere tutte le risposte. 
"Le due cose più difficili sono trovare la verità e poi accettarla." 
Ma quando la follia è l'unico rifugio da un lutto, non c'è verità più reale della propria. 

## Distribuzione
Il film è stato distribuito nelle sale cinematografiche italiane a partire dal 20 luglio 2022.

### Edizione italiana
La direzione del doppiaggio è di Cinzia De Carolis e i dialoghi italiani sono curati da Daniele Martino per conto della VSI Rome che si è occupata anche della sonorizzazione.

## Accoglienza

### Incassi
Il film ha incassato un totale mondiale di 1630479 $.

### Critica
Sull'aggregatore di recensioni Rotten Tomatoes la serie riceve il 41% delle recensioni positive con un voto medio di 5,4 su 10 basato su 22 recensioni, mentre su Metacritic ha un punteggio di 40 su 100 basato su 6 recensioni.